# Сельское поселение Карымкары
Се́льское поселе́ние Карымкары — муниципальное образование в Октябрьском районе Ханты-Мансийского автономного округа Российской Федерации.
Административный центр — посёлок Карымкары.

## История
Статус и границы сельского поселения установлены Законом Ханты-Мансийского автономного округа - Югры от 25 ноября 2004 года № 63-оз «О статусе и границах муниципальных образований Ханты-Мансийского автономного округа - Югры»

## Население
| 2010  | 2012  | 2013  | 2014  | 2015  | 2016  | 2017  |
| ----- | ----- | ----- | ----- | ----- | ----- | ----- |
| 1119  | ↘1074 | ↘1030 | ↘1017 | ↘1004 | ↘1001 | ↗1034 |
| 2018  | 2019  | 2020  | 2021  |       |       |       |
| ↗1084 | ↗1094 | ↗1097 | ↗1237 |       |       |       |

## Состав сельского поселения
| № | Населённый пункт | Тип населённого пункта          | Население |
| - | ---------------- | ------------------------------- | --------- |
| 1 | Горнореченск     | посёлок                         | 163       |
| 2 | Карымкары        | посёлок, административный центр | 956       |